# Mieruniszki (gmina)
Mieruniszki – dawna gmina wiejska istniejąca w latach 1945–1954 w woj. białostockim (dzisiejsze woj. warmińsko-mazurskie). Nazwa gminy pochodzi od wsi Mieruniszki, lecz siedzibą władz gminy były Kowale (Oleckie).
Gmina Mieruniszki powstała po II wojnie światowej na terenie tzw. Ziem Odzyskanych (tzw. IV okręg administracyjny – Mazurski). 25 września 1945 roku gmina – jako jednostka administracyjna powiatu oleckiego – została powierzona administracji wojewody białostockiego, po czym z dniem 28 czerwca 1946 roku weszła w skład woj. białostockiego. Według stanu z 1 lipca 1952 roku gmina była podzielona na 10 gromad: Bialskie Pole, Chełchy, Garbas, Gorczyce, Guzy, Kowale Oleckie, Kucze, Lakiele, Mieruniszki i Monety. 21 września 1953 roku do gminy Mieruniszki przyłączono gromady Szarejki i Szeszki z gminy Sokółki.
Gmina została zniesiona 29 września 1954 roku wraz z reformą wprowadzającą gromady w miejsce gmin. Jednostki nie przywrócono 1 stycznia 1973 roku po reaktywowaniu gmin, a jej dawny obszar wszedł głównie w skład nowej gminy Kowale Oleckie.